# Rijnlands Zendingsgenootschap

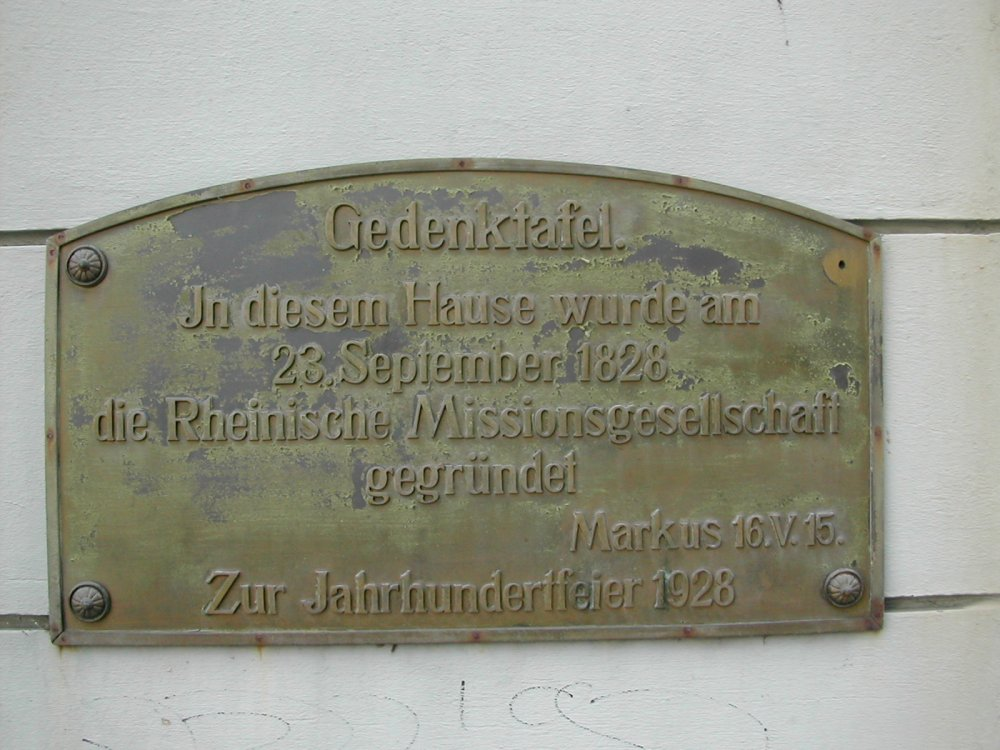
Gedenkplaat in Mettmann ter herinnering aan de stichting van het Rijnlands Zendingsgenootschap

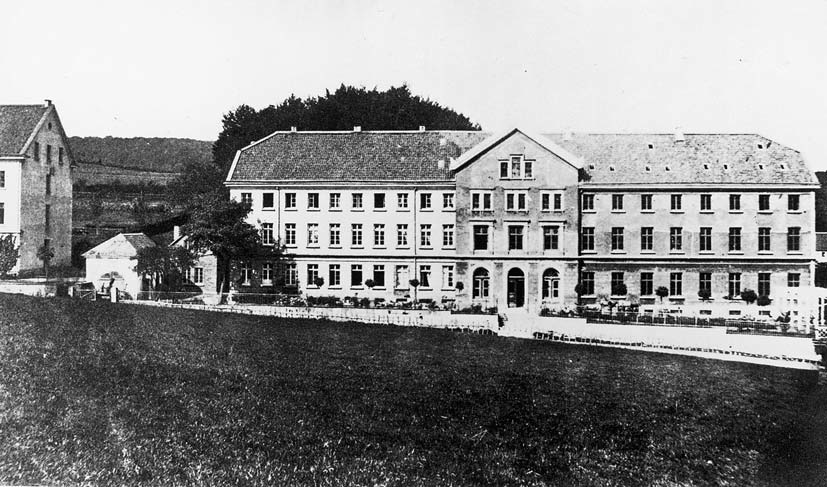
Missiehuis in Barmen, ca. 1872

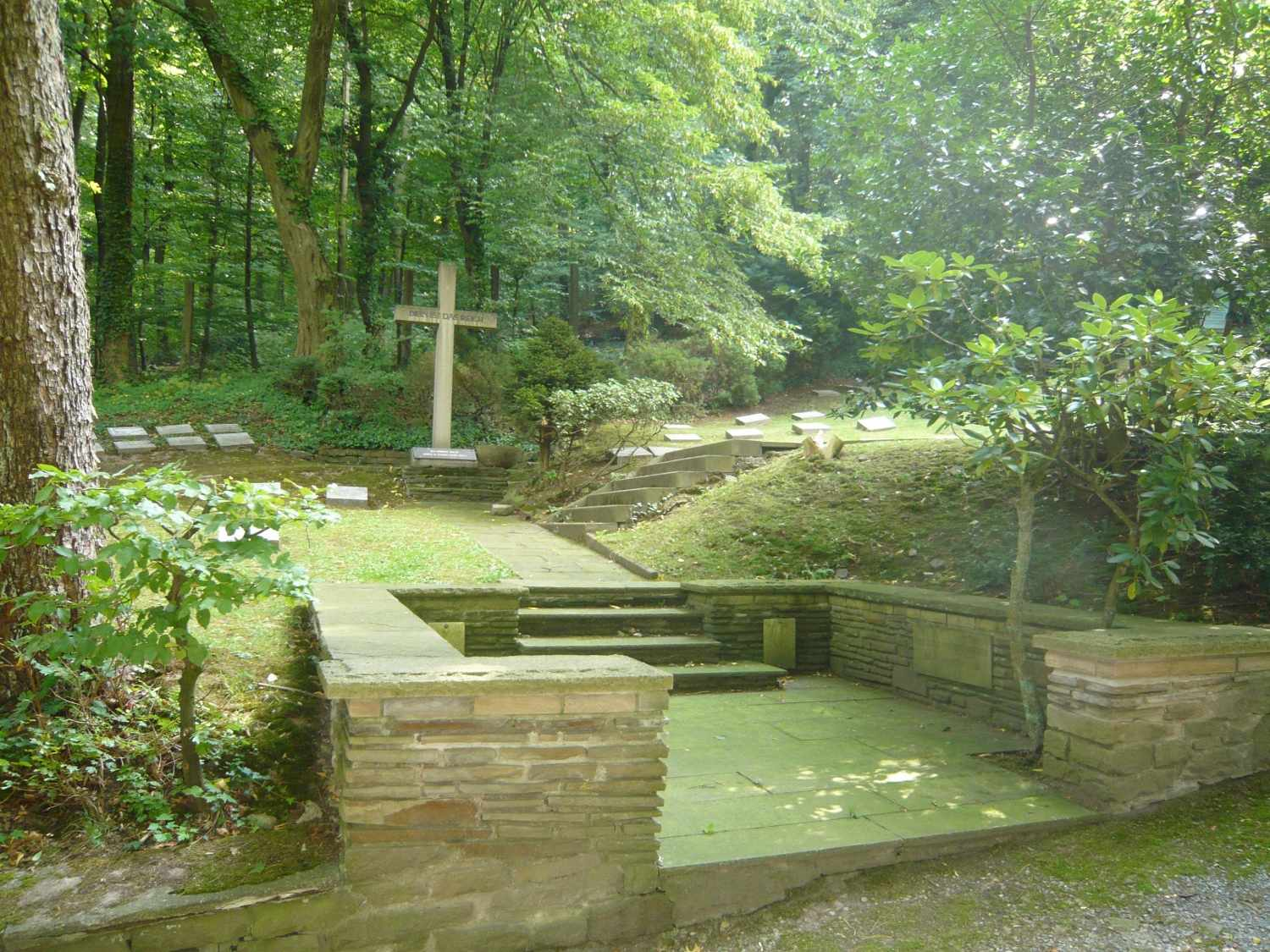
Gedeelte van de begraafplaats Unterbarmer Friedhof in Barmen waar zendelingen van Rijnlands Zendingsgenootschap begraven liggen

Het Rijnlands Zendingsgenootschap (Duits: Rheinische Missionsgesellschaft, Afrikaans: Rynse Sendinggenootskap) was een van de grootste protestantse zendingsgenootschappen in Duitsland.  Het werd samengesteld uit kleinere zendingsgenootschappen, die teruggaan tot 1799. Het genootschap werd gevormd op 23 september 1828 en zijn eerste zendelingen werden tegen het einde van het jaar uitgezonden naar Zuid-Afrika.
Het Londens Zendingsgenootschap was reeds actief in het gebied en een hechte samenwerking werd tussen hen gevormd. In 1829 stichtte het genootschap zijn eerste zendingsnederzetting in de Oost-Kaap in streek van Cederberg, genaamd Wupperthal. Deze nederzetting had 100 jaar eerder deze naam dan de gelijknamige Duitse stad Wuppertal. Al erg snel trokken de zendelingen verder noordwaarts door het dorre en onherbergzame zuidwest Afrika.  Hier ontmoetten zij verschillende lokale stammen, zoals de Herero, Nama en Damara, en zaten zij regelmatig te midden van de onderlinge oorlogen. De zendelingen probeerden te bemiddelen om vrede te bewerkstelligen tussen de stammen, om deze reden werden zij later door de stammen gezien als politieke activa.
Omstreeks dezelfde tijd startte in Duitsland een debat over haar koloniale rijk, waarbij de activiteiten van het Rijnlands Zendingsgenootschap in het verre Afrika tot de verbeelding spraken. Het niet geclaimde gebied ten noorden van de Kaapkolonie werd in 1880 uitgeroepen tot Duits-Zuidwest-Afrika. Doordat Duitsland geen ervaring had met kolonisatie raakte zij snel in problemen. 
De Namibische Genocide van 1904 tot 1907 bewees het dieptepunt te zijn van hun bestuur. Hierdoor en gecombineerd met de uitkomst van de Eerste Wereldoorlog was Duitsland niet in staat om zo ver van huis vaste voet aan land te krijgen. In 1915 veroverde Zuid-Afrika het gebied en hernoemde het tot Zuidwest-Afrika. Tijdens deze tijd de reacties van de zendelingen varieerde van medeleven en hulp aan de lokale stammen tot vaderlandslievendheid en steun aan de koloniale belangen.
Tijdens de 20e eeuw focuste het genootschap zich op haar werk in zuidelijk Afrika. Het genootschap heeft al haar Zuid-Afrikaanse zendingsnederzettingen laten opgaan in de Nederduits-Gereformeerde kerk, behalve die in Wupperthal welke ervoor koos op te gaan in de Evangelische Broedergemeente. In Namibië zijn alle zendelingennederzettingen onderdeel geworden van de Evangelical Lutheran Church in Namibia.
In 1971 zijn het Rijnlands Zendingsgenootschap en de Bethel Mission gecombineerd tot de Vereinte Evangelische Mission.